# Галинье, Шарль
Шарль Галинье (фр. Charles Galinie) — вануатский футболист, участник первого розыгрыша Кубка наций ОФК 1973 в составе сборной Вануату (тогда — Новые Гебриды).
Принял участие во всех матчах группового этапа Кубка наций и занял с командой 4 место, получив право сыграть дополнительный матч за бронзовую медаль. В матче за третье место против сборной Новой Каледонии отметился забитым голом, однако его команда потерпела поражение со счётом 1:2.